# Biserrula pelecinus
Biserrula pelecinus — вид квіткових рослин родини бобові (Fabaceae). Синонім: Astragalus pelecinus.

## Опис
Досягає у висоту від 10 до 40 сантиметрів. Листя непарноперисті. Від 15 до 31 листових фрагментів 5—10 × 1—5 міліметрів від лінійно-довгастих до яйцювато-округлих. Віночок від 4 до 6 міліметрів, синій або світло-жовтого кольору, з блакитною тасьмою. Плоди 10–30 мм у довжину, 4–8 мм шириною, довгасті й плоскі. Всередині численне зріле приблизно 2 мм насіння.

## Поширення
Країни поширення: Африка: Алжир; Лівія [пн.сх.]; Марокко; Туніс; Ефіопія; Судан; Танзанія [пн.]. Західна Азія: Кіпр; Ізраїль; Ліван; Сирія [зх.]; Туреччина. Південна Європа: Албанія; Болгарія; Греція [вкл. Крит]; Італія [вкл. Сардинія, Сицилія]; Франція [пд. і Корсика]; Португалія [вкл. Мадейра]; Гібралтар; Іспанія [вкл. Балеарські острови, Канарські].
Росте на бідних луках і узбіччях доріг. Період цвітіння триває з березня по квітень.